# Ленина Пакет
Ленина Пакет — хип-хоп-группа из Обнинска, известная своими ироничными текстами с многочисленными отсылками к культуре СССР, эстетике ска, панка, Oi! Основными участниками коллектива и авторами текстов являются рэперы Ваня Айван, Double V и Иван Смех. За музыкальную составляющую треков отвечают битмэйкеры Пищик Джулюк, Randy M (Иногда упоминается в треках как DJ Randy.) и др. Концертный состав группы также часто расширяется за счёт приглашения живых музыкантов.

## История
Группа «Ленина Пакет» была основана в 2006 году в городе Обнинске. Участник коллектива Ваня Айван так рассказал о происхождении названия: 
Название группы придумалось случайно, мы просто тусовали с парнями с улицы Ленина и с проспекта Ленина, много курили и, чтобы от них как-то отличаться, придумали «Ленина пакет»
. 
Ранее в группу входил рэпер Babangida, поучаствовавший в записи 4 альбомов..
В 2016 году группа записала трек со Славой КПСС и Замаем – Боевой шок (feat. Ленина Пакет) на YouTube.
Группа «Ленина Пакет» записала совместную песню с проектом «Молодёжьвыбираеткосмос» под названием «Спи» 23 января 2019 года.

## Музыкальный стиль
Музыкальный стиль группы «Ленина Пакет» можно охарактеризовать как андеграундный хип-хоп с элементами абсурдного юмора, минимализма и экспериментальности. Группа «Ленина Пакет» отличалась необычностью как в темах текстов, так и в экспериментах со звуком. Они использовали нестандартные биты с шумами и резкими переходами, а их лирика была наполнена иронией.

## Дискография

### Студийные альбомы
- Гетто нелепых людей (2006)
- QJE (2008)
- Ленина Пакет (2008)
- Нас спонсирует Зюганов (2009)
- Головокружение (2010)
- Ын Tunes (2013)
- The Tape (2016)
- Женский tape (2018)
- Archive Dape (2019)
- Бесконечное бридо (2019)[4].

### Фиты
- Боевой шок ft Замай, Слава КПСС
- Мечтание ft. Тая Звёздочка, Ваня Айван
- Приман тоже ft. Мутант Ъвхлам, Эмси Пикуль
- Ради снов ft. Саша Скул
- Особо правым ft. Дрим (Труппа трупов), mf lef, Мэдович
- Пи ft. Probel (Труппа Трупов)
- Червоточинка ft. Боровик Ералаш
- Пять утра по гринвичу ft. munen musin & Саша Скул
- Мастера Упоротого Слова ft. Саша Скул, Зерно Бобовый(Zerno)
- В память о дяде Юре ft. Овсянкин, Слава КПСС , Смешарик, Unda scope, вБЕНЗИНЕестьОБЛАКА, Пикуль, Unda Scope
- (Т/П)ачка Сигарет ft. Kosh (SpaceCave) & Lasta
- Дикая планета ft. Тая Звёздочка
- Бу ft. Randy M
- Хватит! ft. Замай
- хлеб ft. babangida

### Клипы
- «Революция»[5].[6].
- «Дикий „андерграунд“» (2012)
- «Баба-клоун»
- «Старт ит ап»
- «Грюндик Воскрес»
- «Dead Catz» (2014)
- «Русская Культура 2» (2019)
- «Ленина Пакет feat Овсянкин — Моя тетрадьь» (2021)